# Tetris Battle
《Tetris Battle》是一個社交網路服務網站Facebook上的一款益智遊戲，由Tetris Online, Inc.廠商，使用Flash開發的多人俄羅斯方塊遊戲，在遊戲中Facebook的用戶可以與朋友進行2人、4人、6人的方式進行對戰，亦可單人進行遊戲，玩法皆略有不同。《Tetris Battle》於2011年便成為許多玩家熱愛的遊戲之一。另外，此遊戲已於2019年5月31起停止營運，理由是因公司停止營運。

## 遊戲操作

### 各模式共同操作方式
| 方塊動作 | 控制按鍵   |
| -------- | ---------- |
| 方塊左移 | ← 4        |
| 方塊右移 | → 6        |
| 方塊順轉 | ↑ X 5 1 9  |
| 方塊逆轉 | Ctrl Z 3 7 |
| 方塊緩降 | ↓ 2        |
| 方塊瞬降 | 空白鍵 8   |
| 方塊保留 | Shift c 0  |

### 頁面上排固定選項
- Play ： 進入遊戲畫面。

Game : 遊戲
　選擇模式後即可開始對戰
BATTLE 2P：兩人對決模式
SPRINT 4P：四人競速模式
BATTLE 6P：六人戰役模式
MARATHON：單人馬拉松模式
SPRINT：單人競速模式
ARENA: 六人競技場LIVE對戰模式
Play Now : 開始遊戲
　其餘顯示內容＆輔助工具
TETRIS COINS ： 硬幣（遊戲幣）
TETRIS CASH ： 現金（點數）
ENERGY REMAINING ： 剩馀能量
OPEN THE ENERGY BAG ： 打開能量倉庫
CURRENT XP : 經驗值
ADJUST VISUAL QUALITY : 調整視覺「低或高」
SOUND EFFECTS ON/OFF : 音效開/關
MUSIC ON/OFF : 音樂開/關
Shop : 商店
- Free Gifts ： 送禮給好友。

　選擇物品種類後繼續
SKIP : 關閉
PROCEED TO SEND : 繼續
- My Friends ： 查看好友及自己方塊蒐集狀況，集滿七種方塊可獲得一天的無限能量。
- Buy Tetris Cash ： 可以使用facebook幣兌換遊戲點數（Tetris Cash）。
- Earn Credits ： 購買facebook幣。
- Help - 遊戲輔助說明。
- Tips and Tricks ： 遊戲技巧與訣竅指導。
- Invite Friends ： 邀請好友加入遊戲。

## 遊戲模式

### BATTLE 2P
兩人的對決模式，每場競技限時二分鐘，勝負取決於「KO（擊倒數）」>「LINES SENT（比賽積分）」>「行高矮度」，三項參數優先順序來決定勝利者。
競技時間超過1分鐘（勝利者星星數+1，失敗者星星數-1）；小於1分鐘（勝利者星星數+0，失敗者星星數-1）
特殊情況，如積分差距大（勝利者星星數+2，失敗者星星數-1）

### SPRINT 4P
四人的競速模式，比賽無時限，初始行數（LINES SENT）為40，最先將其消至0則為勝利者，以計時的先後順序排名。
第一名（星星數+1）；第二名（星星數+0.5）；第三名（星星數-0.5）；第四名（星星數-1）

### BATTLE 6P
六人的戰役模式，每場競技限時二分鐘，勝負取決於〈KO（擊倒數）〉>〈LINES SENT（比賽積分〉>〈行高矮度〉〉，三項參數優先順序來決定名次。
1. 若有一位玩家KO數達到10 KO時將直接結束。

第一名（星星數+1.5）；第二名（星星數+1）；第三名（星星數+0.5）
第四名（星星數-0.5）；第五名（星星數-1）；第六名（星星數-1.5）
特殊情況:壓倒性獲勝，第一名(星星數+3)

### MARATHON
單人的馬拉松模式，每場無時限，遊戲共計15關（LEVEL），每關消耗一定行數（LINES）至零則直接晉升下一關，每關方塊下墜速度會越來越快，直至玩家方塊疊到頂點或15關全過結束遊戲。勝利獎勵經驗值（XP）、遊戲幣（TETRIS COINS）依結束關卡數而定。

### SPRINT
單人的競速模式，比賽無時限，初始行數（LINES SENT）為40，消至0則結束遊戲。勝利獎勵（XP）、遊戲幣（TETRIS COINS）依照時間快慢決定。

## 遊戲商店
遊戲中Shop之商店，可使用遊戲幣或點數進行購買各式裝飾品等。

### 速度優化
商店中的TUNING，其可以對遊戲的四項參數做速度優化，使其遊戲操作速度可更快速。
四項參數皆有五個階級，初始是一階級，可透過遊戲幣或點數來升階級。

速度優化項目如下：
LEFT/RIGHT SPEED
增加方塊左右移動的速度
LINE CLEAR SPEED
增加方塊消除的速度
SOFT DROP SPEED
增加緩降的速度，緩降即為按下使方塊下降，而非按空白鍵
NEXT PIECE QUEUE
顯示下一個方塊數量

## 玩法技巧
1-wide以Tetris玩法為主，以維持B2B狀態來取得高分。
2-wide以COMBO得分，是一種高分基礎的玩法。
3-wide以COMBO得分，因為留3行而讓方塊堆疊數量減少，可以比2-wide更快發動攻擊。
4-wide以COMBO得分，這是能在沒有炸彈狀況之下達到俄羅斯方塊最高19COMBO，且比3-wide更具有攻擊力。
ST Stacking以T-Spin Double和Tetris為主的玩法，以維持B2B狀態取得高分。
ZT stacking以T-Spin Double和Tetris為主的玩法，以維持B2B狀態取得高分。
固定3T會採取T-Spin Triple作為先攻，最後再做2-wide攻擊，熟練的玩家則一直循環T-Spin Triple和2-wide的攻擊。
循環3T以T-Spin Triple為主的玩法，以維持B2B狀態取得高分。
Freestyle T-spin(縮寫FST)搭配T-spin及Tetris來維持B2B的玩法，也可隨時切換玩法，具有自由風格特殊玩法。
Perfect Clear使用完美清除作為攻擊主力，依據高手對戰經驗，一場2分鐘最多7次完美清除，世界紀錄為16次。
FST風格可大致分為幾類:暴力B2B型(以TSD/TETRIS/TSM/架橋維持B2B,為積極攻擊的打法);DS型(以DS為主力的防守型打法);COMBO型(以C4W/4W/2W/3W為主力,搭配上相對少數的TSD做輔助攻擊);PC型(在一開始放出1~2個PC,或全程PC);純粹暴力型(暴力B2B與COMBO的結合,將T-SPIN架於2W/3W/4W之上,T-SPIN完即瞬間DS造成大量的攻擊,危險性高)

## 計分方式（LINES SENT ,適用2P與6P）[2]
| 技巧名稱                            | Battle積分  | Marathon積分 |
| ----------------------------------- | ----------- | ------------ |
| 單列 Single                         | 0 垃圾行線  | 100          |
| 雙列 Double                         | 1 垃圾行線  | 300          |
| 三列 Triple                         | 2 垃圾行線  | 500          |
| 四列 Tetris                         | 4 垃圾行線  | 800          |
| T旋轉 T-Spin (0 line cleared)       | 0 垃圾行線  | 100          |
| T旋轉消除 T-Spin Mini               | 1 垃圾行線  | 300          |
| T旋轉消除單列 T-Spin Single         | 2 垃圾行線  | 500          |
| T旋轉消除雙列 T-Spin Double         | 4 垃圾行線  | 800          |
| T旋轉消除三列 T-Spin Triple         | 6 垃圾行線  | 1200         |
| B2B消除四列 B2B Tetris              | 6 垃圾行線  | 1200         |
| B2B+T旋轉消除 B2B T-Spin Mini       | 2 垃圾行線  | 450          |
| B2B+T旋轉消除單列 B2B T-Spin Single | 3 垃圾行線  | 750          |
| B2B+T旋轉消除雙列 B2B T-Spin Double | 6 垃圾行線  | 1200         |
| B2B+T旋轉消除三列 B2B T-Spin Triple | 9 垃圾行線  | 1800         |
| 完美清除 Perfect Clear              | 10 垃圾行線 | 0            |

### Combo積分
| Combo次數 | Battle積分 |
| --------- | ---------- |
| 1-2       | 1 垃圾行線 |
| 3-4       | 2 垃圾行線 |
| 5-6       | 3 垃圾行線 |
| 7以上     | 4 垃圾行線 |

Marathon的Combo則是Combo次數乘上50。
Marathon依照關卡等級還會有倍率，如果原本該拿到500分，在關卡10則會拿到5000分，簡單說就是應得分數乘上關卡等級。
Marathon還有緩降分數跟瞬降分數，這不會因為關卡等級而有倍率。緩降每下降一格拿一分；瞬降每下降一格拿兩分。

## 外部連結
- Facebook - Tetris Battle遊戲頁面（页面存档备份，存于）（英文）